# ФК Пафос
Фудбалски клуб Пафос (грч. Πάφος F.C.) је кипарски фудбалски клуб из Пафоса. 

## Историја
Основан је 2014. и тренутно се такмичи у Првој лиги Кипра. Клуб је настао спајањем два локална клуба, АЕП Пафос и АЕК Куклија, са циљем стварања јачег и конкурентнијег тима који ће представљати регион Пафоса у највишем рангу кипарског фудбала.
Клуб игра домаће утакмице на стадиону Стелиос Киријакидес, капацитета око 9.000 места. Године 2024, Пафос се квалификовао за групну фазу УЕФА Лиге конференције по први пут у својој историји, што је био његов деби у европским такмичењима.
Први тренер је био Радмило Иванчевић. Грб Пафоса је варијација логотипа АЕП Пафос и првог логотипа ФК Пафос, што укључује име тима и града и класичну фигуру кипарског хероја Евагораса Паликаридиса. Лого такође укључује боје тима, плаву, белу и златну. Грб је обновљен током периода 2018–19, чинећи приказ хероја Евагораса Паликаридиса истакнутијим.

## Успеси
- Првенство Кипра
  - Освајач (1): 2024/25.
- Куп Кипра
  - Освајач (1): 2023/24.